# Elecciones presidenciales de Estados Unidos de 1980
Las elecciones presidenciales de Estados Unidos de 1980 se realizaron el 4 de noviembre de dicho año. En una victoria aplastante, la candidatura republicana del exgobernador de California Ronald Reagan y el exdirector de la CIA George H.W. Bush derrotó a la candidatura demócrata del presidente Jimmy Carter y el vicepresidente Walter Mondale y a la candidatura independiente del congresista John B. Anderson y el ex embajador en México Patrick Lucey. Debido al aumento del conservadurismo después de la victoria de Reagan, muchos historiadores consideran la elección un realineamiento político.
La impopularidad de Carter, sus malas relaciones con los líderes demócratas y las malas condiciones económicas bajo su administración alentaron un intento fallido de impugnación interna del partido por parte del senador de Massachusetts Ted Kennedy. Mientras tanto, en las primarias republicanas se disputaron Reagan, el ex director de la Agencia Central de Inteligencia George H.W. Bush, el representante de Illinois John B. Anderson y varios otros candidatos. Al final de las primarias, todos los oponentes de Reagan se habían retirado y los republicanos nominaron una candidatura compuesta por Reagan y Bush. Anderson se presentó a las elecciones generales como candidato independiente con el exgobernador de Wisconsin Patrick Lucey como su compañero de fórmula.
Reagan hizo campaña a favor de un mayor gasto de defensa, políticas económicas centradas en la oferta y un presupuesto equilibrado. Su campaña se vio favorecida por la insatisfacción demócrata con Carter, la crisis de los rehenes en Irán y una economía en deterioro plagada de estanflación. Carter atacó a Reagan como un peligroso extremista de derecha y advirtió que Reagan recortaría Medicare y la Seguridad Social. La campaña de Carter se vio favorecida desde un principio por el efecto de la concentración en torno a la bandera a raíz de la crisis de los rehenes; pero como la crisis se prolongó hasta el día de las elecciones, se convirtió en un detrimento.
Reagan ganó las elecciones de forma aplastante, con 489 votos del Colegio Electoral frente a los 49 de Carter, y el 50,7% del voto popular frente al 41,0% de Carter. Anderson obtuvo el 6,6% del voto popular y ningún voto electoral. Esta fue la segunda elección consecutiva en la que un presidente en ejercicio fue derrotado y la primera elección desde 1888 en la que un presidente demócrata en ejercicio fue derrotado.

## Antecedentes
Los comicios estuvieron marcados por la lenta recuperación de la crisis económica de mitad de los años 70, cuyos mayores efectos fueron un importante alza en la inflación y el desempleo, mientras que los efectos de la crisis del petróleo de 1973 aun afectaban a los EE. UU. Además, la productividad de las empresas estadounidenses estaba disminuyendo de manera preocupante frente a otras potencias industriales, sobre todo Alemania Federal y Japón. 
A mediados de la década de 1970 la productividad industrial japonesa empezaba a superar a la de EE. UU., mientras el sector fabril estadounidense (como la industria automotriz) entraba en crisis con cierres de plantas y pérdida masiva de empleos. A ello siguió un crecimiento en las importaciones de manufacturas desde Japón para abastecer el mercado interno de EE. UU., con productos más baratos e igualmente competitivos, lo cual resintió más aún la economía estadounidense.
En el plano internacional, la Administración Carter había logrado promover los Acuerdos de Camp David en 1977 para una paz definitiva entre Israel y Egipto pero tras este éxito se buscó mejorar las relaciones con la URSS sin llegar a acuerdos concretos de desarme SALT II, luego la Invasión soviética de Afganistán en 1979 perjudicó la imagen interna de Carter mientras sus detractores tachaban de "fracaso" su política hacia los soviéticos. 
La Revolución iraní de 1978 y la caída de la monarquía del Sha Reza Pahlevi, importante aliado de EE. UU., dañaron la influencia estadounidense en Medio Oriente y tornaron inaccesible al petróleo iraní. La mala imagen de EE. UU. se agravó con la Crisis de los rehenes en Irán saldada con el fracaso de la misión militar Garra de Águila destinada a rescatar a los estadounidenses secuestrados en su embajada de Teherán. Todo esto perjudicó la imagen de Carter como estadista, haciéndolo aparecer como irresoluto y débil, mientras que el posterior triunfo de los sandinistas en Nicaragua en 1979 y el fiasco de los exiliados cubanos de Mariel de 1980 tampoco mejoraron la posición de Carter, y ello benefició a Reagan, quien ofrecía optimismo y "una posición firme" en cuestiones internas y externas.

## Candidatos

### Partido Demócrata
Pese a ser el presidente, Jimmy Carter tuvo un camino muy complicado hacia la nominación. En el verano de 1979 y en medio de una grave crisis inflacionaria y de un importante aumento del crudo, se especuló sobre la posibilidad de que el senador Ted Kennedy se enfrentara a él en las internas tras su regreso a la esfera pública tras ocho años. Carter no resultaba popular entre muchos militantes demócratas, y en las elecciones primarias había sido desafiado por el senador Ted Kennedy, hermano menor de Robert y JFK, quien mantenía numerosos partidarios entre los votantes demócratas. Pese a esto, las primarias del Partido Demócrata concluyeron con un triunfo final de Carter, en tanto Kennedy -pese a su carisma y una considerable ventaja- tuvo vacilaciones iniciales que dejaron importantes dudas entre los militantes demócratas, por lo que quedó detrás de Carter, por muy cerrada que fuera la contienda.
El plan de un "rescate militar" para resolver la crisis de los rehenes de Irán a finales de 1979 benefició brevemente a Carter, sin embargo la demora de un plan de contingencia y el fracaso del proyecto de rescate provocó un importante declive en su popularidad, volviendo para mediados de 1980 a sus niveles del verano anterior. Carter logró ser nominado con el 51% de los delegados, un número bastante estrecho especialmente considerando que él era mandatario por aquel entonces.
| Boleto del Partido Democrata de 1980         |                                                  |
| Jimmy Carter                                 | Walter Mondale                                   |
| para Presidente                              | para Vicepresidente                              |
|                                              |                                                  |
| Presidente de los Estados Unidos (1977–1981) | Vicepresidente de los Estados Unidos (1977–1981) |
| Campaña:                                     |                                                  |
|                                              |                                                  |

Presidente Jimmy Carter de Georgia
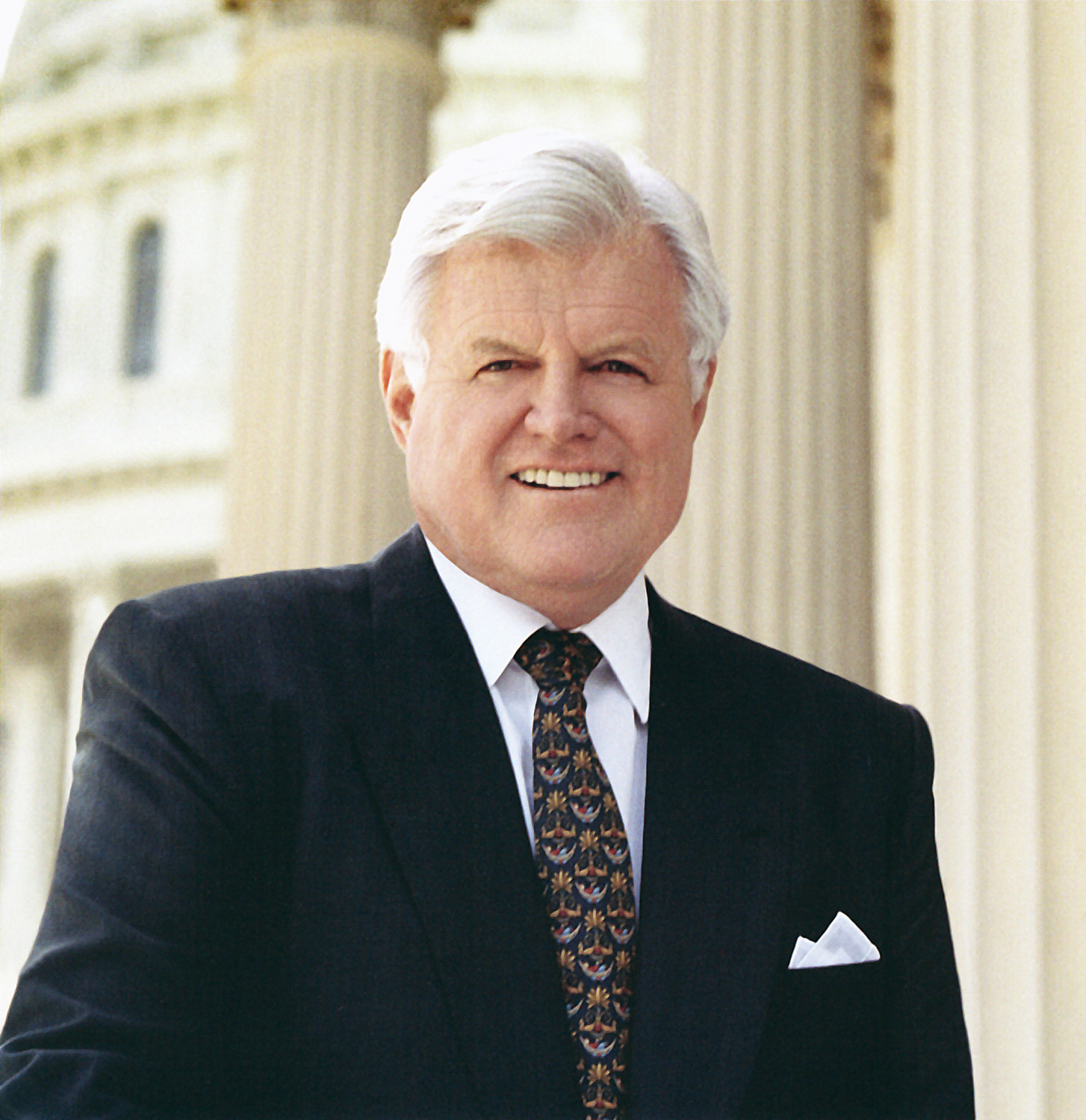
Senador Ted Kennedy de Massachusetts

### Partido Republicano
El Partido Republicano optó por el exgobernador de California, Ronald Reagan, quien estuvo a punto de conseguir la nominación en 1976 ante el entonces presidente Gerald Ford. El director de la CIA y exrepresentante George H.W. Bush (también precandidato) fue escogido como compañero de fórmula. La posición de Reagan como líder republicano había quedado reforzada tras su oposición frontal a Carter desde la gobernación californiana, lo cual le permitió superar en las primarias a otros posibles candidatos como Bob Dole y John Connally, pese a ser Reagan el candidato presidencial de mayor edad hasta entonces (69 años) que no iba por la reelección.
| Boleto del Partido Republicano de 1980 |                                                            |
| Ronald Reagan                          | George H. W. Bush                                          |
| Para Presidente                        | para Vicepresidente                                        |
|                                        |                                                            |
| Gobernador de California (1967–1975)   | Director de la Agencia Central de Inteligencia (1976–1977) |
| Campaña                                |                                                            |
|                                        |                                                            |

#### Otros candidatos importantes
Los siguientes candidatos fueron entrevistados con frecuencia por las principales cadenas de televisión y canales de noticias por cable, figuraron en encuestas nacionales publicadas públicamente o habían ocupado un cargo público. Reagan recibió 7.709.793 votos en las primarias.

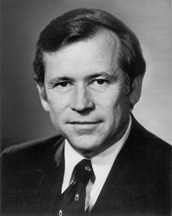
Líder de la Mayoría del Senado Howard Baker de Tennessee
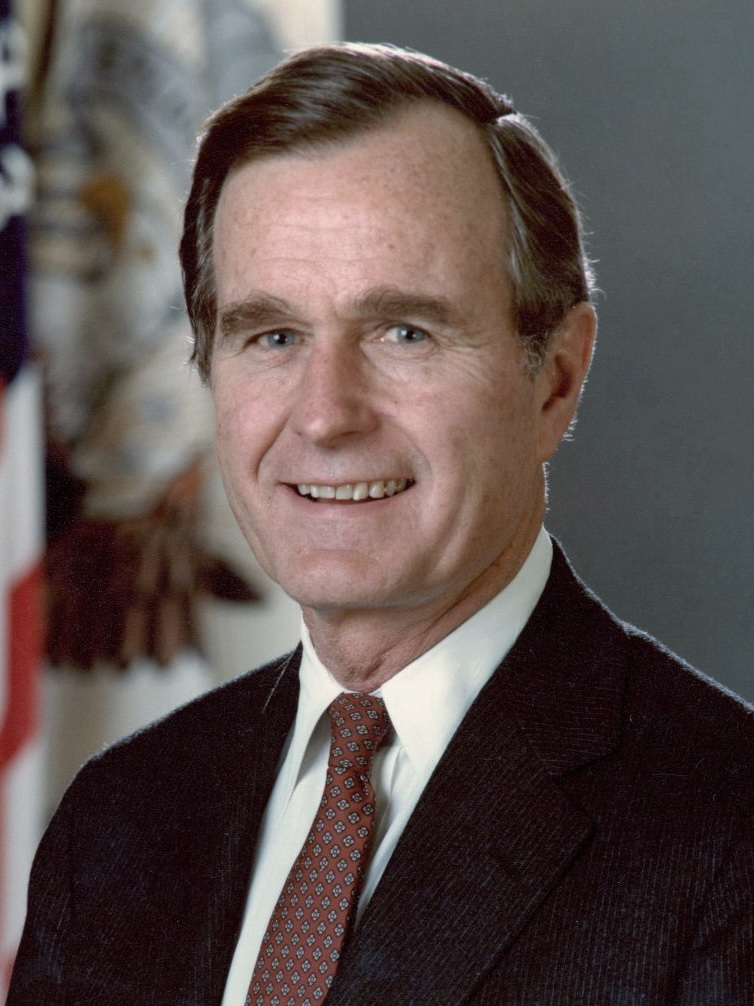
El Director de la CIA George H. W. Bush de Texas
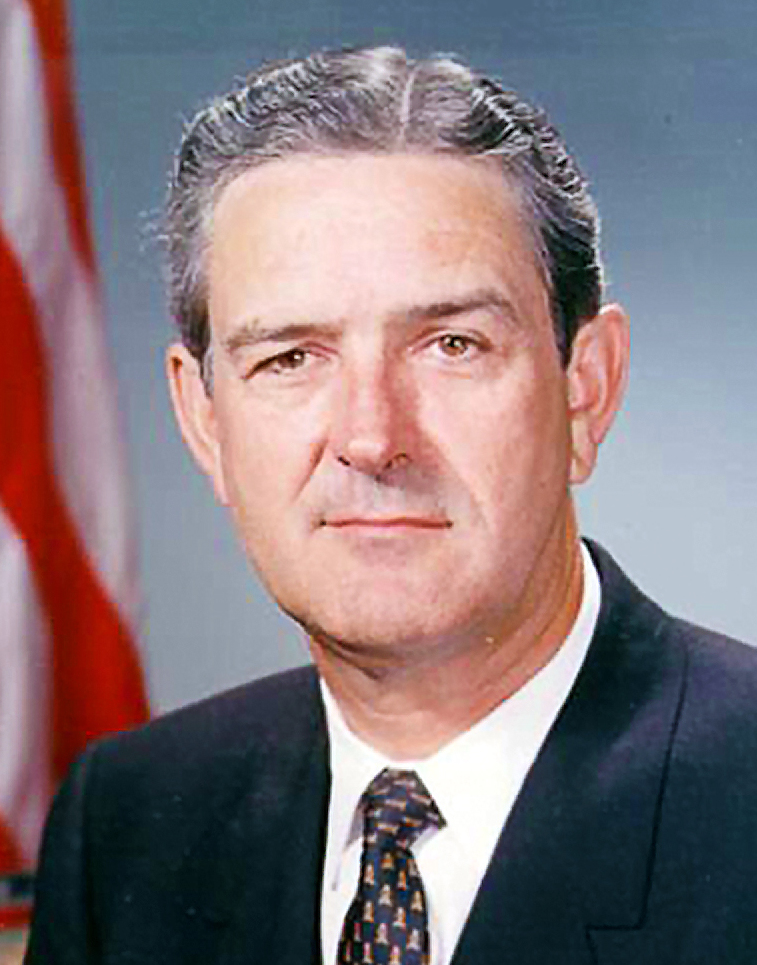
El Gobernador John Connally de Texas
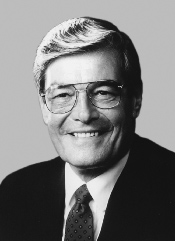
Representador estatal Phil Crane de Illinois
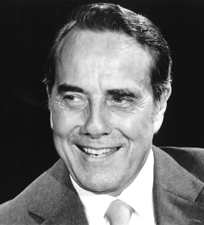
Senador Bob Dole de Kansas
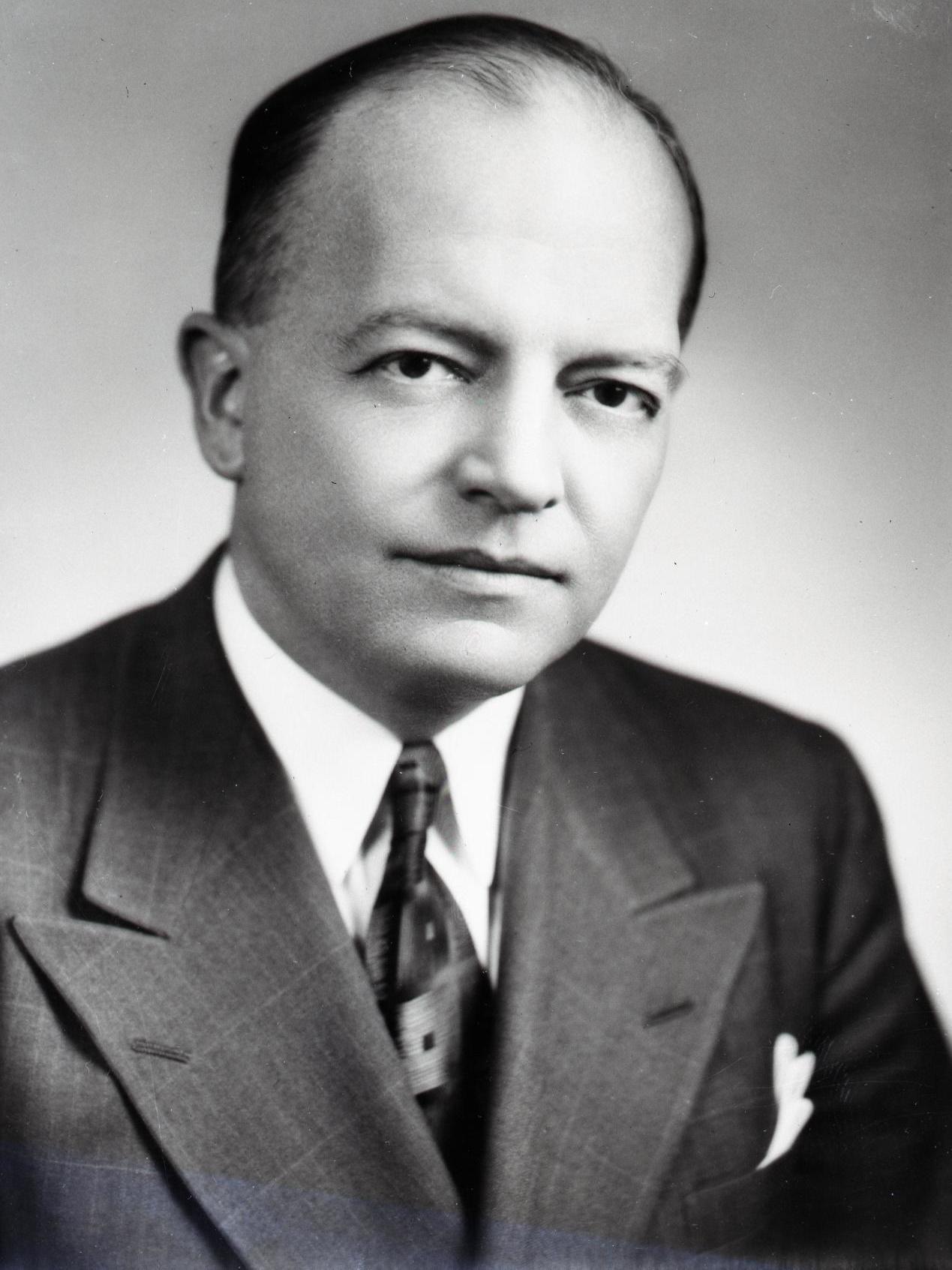
Former Gobernador Harold Stassen de Minnesota

### Otros candidatos
El republicano John B. Anderson realizó una candidatura independiente, dirigida al centro político disconforme con el progresismo de Carter y el conservadurismo de Reagan, aprovechando la oposición que ambos habían enfrentado en sus respectivas primarias. Su compañero de fórmula fue el demócrata Patrick Lucey. Un dato importante de la campaña de Anderson fue que participó en el primer debate televisivo con Reagan, del cual Carter estuvo ausente.
El Partido Comunista postuló a la presidencia a su secretario general Gus Hall, con la novedad de integrar a la activista Angela Davis como candidata a vicepresidenta.
El músico Joe Walsh realizó una campaña falsa para hacer conciencia de los comicios. Su "plataforma" consistía en gasolina gratis y un nuevo himno nacional.

## Campaña

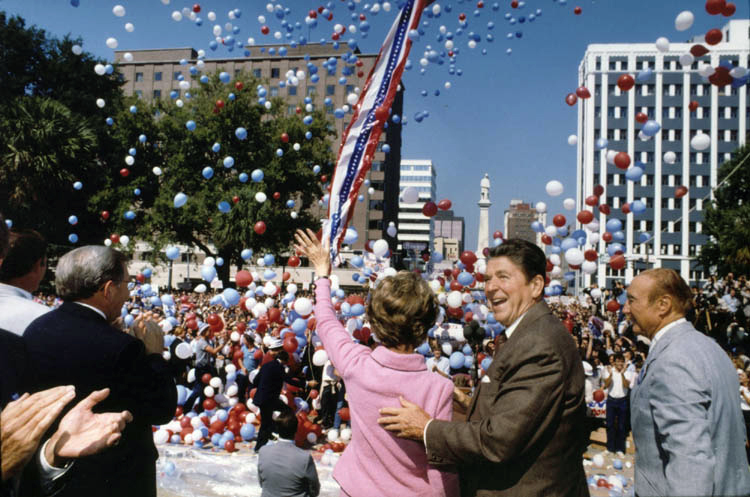
Ronald Reagan haciendo campaña con Nancy Reagan en Columbia, Carolina del Sur. 10/10/80.

Reagan ofreció acabar con los problemas económicos del país mediante reformas pro mercado, aumentar el gasto militar, y recortar el gasto en burocracia, acusando además a Carter de ineficiencia ante las dificultades financieras de EE. UU.. La campaña demócrata de Carter acusó a Reagan de ser un peligroso extremista decidido a reducir el Medicare y la seguridad social, además de privilegiar los "Derechos de los Estados" y oponerse así al Movimiento de los Derechos Civiles.
Cuando la Liga de Mujeres Votantes (LMV) planteó un debate televisivo entre los candidatos, buscó repetir la confrontación ocurrida en 1976 entre Carter y el expresidente republicano Gerald Ford cuando éste postulaba a la reelección. No obstante, Carter rehusó aparecer en el primer debate planificado para el 21 de setiembre de 1980 al saber que participaría también el candidato independiente John B. Anderson frente a Reagan. En el segundo debate, la LMV aceptó el pedido de Carter para participar solo frente a Reagan el 28 de octubre de 1980; en esta instancia Carter acusó a Reagan de extremismo derechista peligroso y ofreciendo un firme control del armamento nuclear mientras Reagan cuestionaba a Carter por la crisis económica, preguntando al público "¿Está usted mejor que hace cuatro años?".

## Resultados
En votación popular, el Partido Republicano obtuvo el 50.75% de votantes y 489 votos del Colegio Electoral, mientras que el Partido Demócrata conseguía 41% de votantes y solo 49 votos del Colegio Electoral. De hecho, Carter solamente consiguió triunfar en seis estados (Georgia, Maryland, Minnesota, Hawái, Virginia Occidental, y Rhode Island) y en el Distrito de Columbia, siendo todos los demás estados ganados por los republicanos. Además, las votaciones al Senado de los Estados Unidos realizadas en simultáneo resultaron en un triunfo republicano que les otorgó mayoría absoluta en dicha cámara por primera vez desde 1955, obteniendo 53 de 100 escaños.